# Beast (computerprogram)
 For alternative betydninger, se Beast. (Se også artikler, som begynder med Beast)
BEAST (BEdevilled Audio SysTem) er et computerprogram til at lave musik med. Programmet er gratis og open source. 
Programmet er en kombination af en Sequencer og en Software Synthesizer. Brugeren skaber selv sine synthesizer-lyde ved at kombinere forskellige elementer, som f.eks. oscillatorer og filtre, på samme måde som ved en modulsynthesizer. 
Programmet findes p.t. kun til Linux, men der arbejdes på en Windows-udgave.